# Buchholz (Westerwald)
Buchholz település Németországban, Rajna-vidék-Pfalz tartományban. Lakosainak száma 4801 fő (2023. december 31.).

## Népesség
A település népességének változása:
| Lakosok száma | 2654 | 4439 | 4492 | 4482 | 4614 | 4756 | 4801 |
|               | 1975 | 2014 | 2017 | 2019 | 2021 | 2022 | 2023 |